# Pusi
Pusi is een plaats in de Estlandse gemeente Peipsiääre, provincie Tartumaa. De plaats heeft 21 inwoners (2021) en heeft de status van dorp (Estisch: küla).
Pusi lag tot in oktober 2017 in de gemeente Alatskivi. In die maand werd Alatskivi bij de gemeente Peipsiääre gevoegd.
De plaats ligt aan het Peipusmeer. Ten zuiden van Pusi mondt de rivier Alatskivi jõgi in het Peipusmeer uit. Ten noorden van Pusi ligt de stad Kallaste.
De plaats werd voor het eerst genoemd in 1627 onder de naam Pusapere.